# 부! 마디아 할로윈
부! 마디아 할로윈(Boo! A Madea Halloween)은 미국에서 제작된 타일러 페리 감독의 2016년 코미디, 드라마, 공포 영화이다. 벨라 손 등이 주연으로 출연하였고 오지 아류 등이 제작에 참여하였다.

## 출연

### 주연
- 벨라 손
- 타일러 페리
- 키안 롤리

### 조연
- 유세프 에라캇
- 렉시 판테라
- 지미 타르토
- 앙드레 홀
- 다이아몬드 화이트
- 캐시 데이비스